# Малышев, Фёдор Алексеевич
Фёдор Алексеевич Малышев (1914—2005) — капитан Рабоче-крестьянской Красной Армии, партизан Великой Отечественной войны, Герой Советского Союза (1944).

## Биография

Могила Малышева на Восточном кладбище Минска

Фёдор Малышев родился 20 апреля 1914 года в деревне Заполье (ныне — в черте деревни Комаровичи Петриковского района Гомельской области Белоруссии). После окончания Минского политехнического института работал инженером на торфопредприятии. Вскоре после начала Великой Отечественной войны оказался в оккупации, вернулся в родную деревню. Вместе со своими братьями вступил в партизанский отряд. Его обучил подрывному делу будущий Герой Советского Союза Григорий Токуев. Активно занимался диверсионной деятельностью с июля 1942 года, с ноября того же года командовал диверсионной группой 78-го отряда 125-й Копаткевичской партизанской бригады.
Под руководством Малышева группа провела большое количество диверсионных акций, пустив под откос 19 вражеских эшелонов с боевой техникой и живой силой.
Указом Президиума Верховного Совета СССР от 15 августа 1944 года за «образцовое выполнение заданий командования в борьбе против немецких захватчиков в тылу противника и проявленные при этом отвагу и геройство» капитан Фёдор Малышев был удостоен высокого звания Героя Советского Союза с вручением ордена Ленина и медали «Золотая Звезда».
После войны Малышев работал в Министерстве топливной промышленности Белорусской ССР, заведовал торфяной лабораторией, кандидат технических наук. Проживал в Минске. Скончался 1 мая 2005 года, похоронен на Восточном кладбище Минска.

## Награды
Был также награждён орденами Красного Знамени, Отечественной войны I степени и «Знак Почёта», рядом медалей.
15 апреля 1999 года Указом Президента Республики Беларусь был награждён Орденом «За службу Родине» III степени.

## Память
В честь Фёдора Алексеевича была установлена мемориальная доска на фасаде дома в Минске, где проживал Герой Советского Союза.
В честь Малышева названа средняя школа № 48 в Минске. Одна из экспозиций в школьном музее посвящена Ф. А. Малышеву.
В школе деревни Комаровичи, где учился Малышев, создана музейная комната боевой славы.